# Freddie Ladapo
Pour les articles homonymes, voir Ladapo.
Olayinka Fredrick Oladotun "Freddie" Ladapo, né le 1er février 1993 à Romford, est un footballeur anglais qui évolue au poste d'attaquant à Huddersfield Town AFC.

## Biographie
Issu du centre de formation du club de Colchester United, Chaplin signe son premier contrat avec le club en 2011. Il est prêté à quelques clubs, ne s'imposant pas dans l'équipe.
Le 24 janvier 2014, il rejoint Kidderminster Harriers.
Après 2 prêts, il rejoint Margate en janvier 2015.
Le 30 mai 2021, il rejoint Ipswich.
Le 19 janvier 2024 il est prêté  en prêt à Charlton Athletic.

## Palmarès

### En club
Ipswich Town
- Championnat d'Angleterre de troisième division
  - Vice-champion : 2023.
- Championnat d'Angleterre de deuxième division
  - Vice-champion : 2024.

 Rotherham United
- EFL Trophy
  - Vainqueur : 2022.